# Linea di corrente
Nell'approccio euleriano alla meccanica dei fluidi, una linea di corrente è la linea tangente in ogni punto al vettore velocità.
L'equazione della linea di corrente è quindi data dalla condizione di parallelismo tra il vettore velocità e il vettore ds(dx1, dx2, dx3) che rappresenta un tratto infinitesimo di linea di corrente.
Nel caso in cui il moto risulti permanente, nel quale cioè la variabile euleriana velocità è
indipendente dal tempo (possono tuttavia essere funzione dello spazio), le linee di corrente coincidono con la traiettoria. 